# Nang Pao Corona
Nang Pao Corona est une corona, formation géologique en forme de couronne, située sur la planète Vénus par -47° S et 204,5° E. Elle est localisée dans le quadrangle d'Isabella. Elle a été nommée en référence à Nang Pao, Nang Pao, Un chef mythique laotien qui appelait la pluie, rendant fertile les champs de riz. 

## Géographie et géologie
Nang Pao Corona couvre une surface circulaire d'environ 160 km de diamètre. 